# Batalha da Porta de Trajano
A Batalha da Porta de Trajano (em búlgaro:  Битката при Траянови Врата; em grego:  Μάχη στις Πύλες του Τραϊανού) foi travada entre forças bizantinas e búlgaras no ano de 986. Ela se deu no passo de mesmo nome, na Província de Sófia, Bulgária. Foi a maior derrota dos bizantinos durante o reinado do imperador Basílio II Bulgaróctono.
Depois de um cerco fracassado à Sérdica (Sófia), Basílio e seu exército recuaram para a Trácia, mas foram cercados pelo exército búlgaro comandado por Samuel nas montanhas de Sredna Gora. O exército bizantino foi aniquilado e o próprio Basílio quase não conseguiu escapar.
Quinze anos depois da queda da capital búlgara, Preslava, a vitória nas Porta de Trajano ampliou os sucessos conquistados desde 976. Posteriormente, o tsar Samuel moveu sua capital de Preslava, no nordeste, para Ácrida, no sudoeste. A memória da grande vitória sobre Basílio II se preservou trinta anos depois na inscrição de Bitola de João Vladislau (r. 1015–1018), o filho de Aarão.

## Origens do conflito

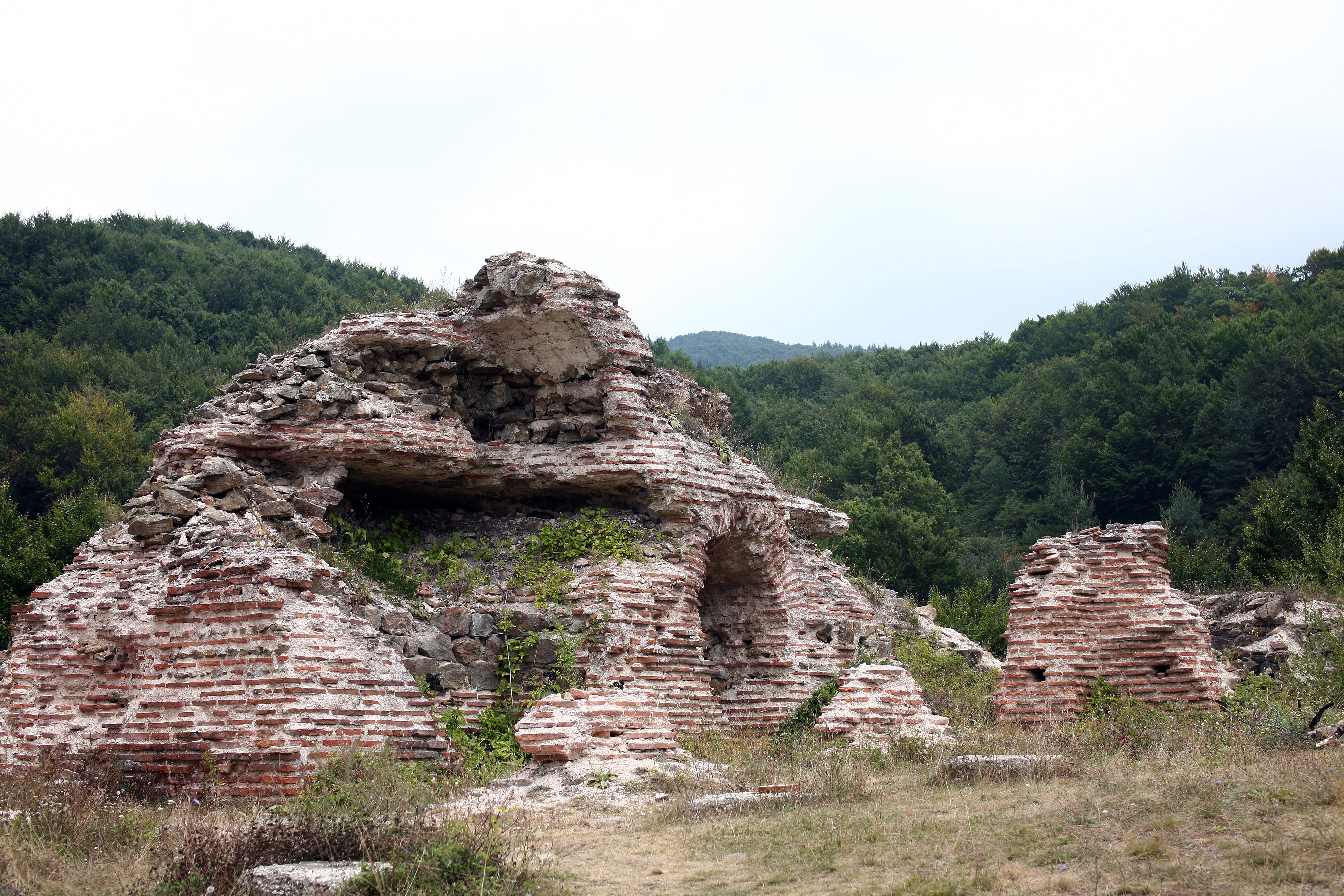
Ruínas das Porta de Trajano

## Cerco de Sredets

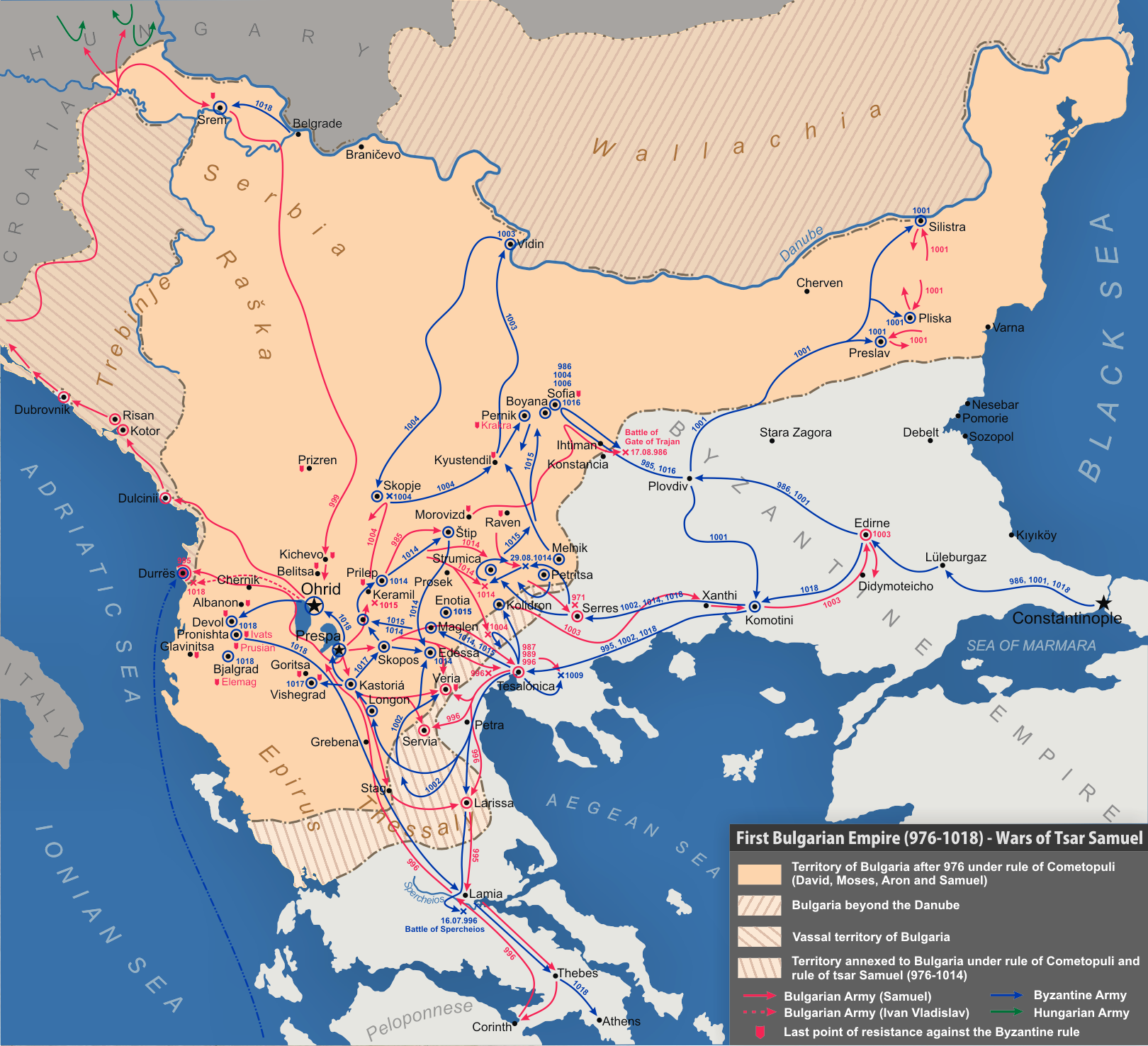
Mapa da região imediatamente após a Batalha da Porta de Trajano